# Нова пролет
Нова пролет (New Spring) е прелюдия към фентъзи поредицата „Колелото на Времето“ от американския автор Робърт Джордан. Състои се от 26 глави и епилог. Първоначално е публикувана като новела във фантастичната антология на Робърт Силвърбърг: „Легенди: Къси новели от майсторите на модерното фентъзи“, издадена от Tor Books на 15 септември 1999 г., между публикациите на „Пътят на кинжала“ през 1998 г. (книга 8) и „Сърцето на зимата“ през 2000 г. (книга 9). По-късно Джордан разширява новелата до стандартен роман (макар и значително по-къс от останалите томове в „Колелото на Времето“), който след това е издаден от Tor Books през януари 2004 г., между публикациите на „Кръстопътища по здрач“ през 2003 г. (книга 10) и „Нож от блянове“ през 2005 г. (книга 11).
„Нова пролет“ е замислена като първата от трилогия прелюдии. Втората и третата е трябвало да разказват за Трам ал-Тор, който служи в армията на Иллиан и намира Ранд, и за пътуванията на Моарейн и Лан и за откритията им, които ги насочват към Две реки точно преди събитията от „Окото на света“. Планът на Джордан е да приключи с тази трилогия преди публикуването на 11-и и 12-и том от основната поредица, но след смъртта му на 16 септември 2007 г. съдбата на по-нататъшни прелюдии е съмнителна. След приключването на основните томове съпругата на Джордан ще реши дали Брандън Сандерсън да се заеме с планираните други прелюдии.

## Сюжет
„Нова пролет“ описва събития, случили се двайсет години преди тези от „Окото на света“. Историята започва в последния ден на Айилската война и Битката за Блестящите стени край Тар Валон. Действието се развива в Тар Валон и Граничните земи (по-специално Кандор).
Романът се концентрира най-вече около Моарейн Дамодред и Сюан Санче, две Айез Седай, нови в сестринството, и описва как младата Моарейн става Айез Седай, среща Лан Мандрагоран и го прави свой Стражник. Романът разказва и как Моарейн и Сюан стават свидетелки на Прорицанието за прерождението на Дракона и започват да изследват Каретонския цикъл, Пророчествата за Дракона, десетилетия преди да открият Ранд ал-Тор.